# Selat Lancang
Selat Lancang is een bestuurslaag in het regentschap Tanjung Balai van de provincie Noord-Sumatra, Indonesië. Selat Lancang telt 4902 inwoners (volkstelling 2010).